# 센트레일리아 (펜실베이니아주)

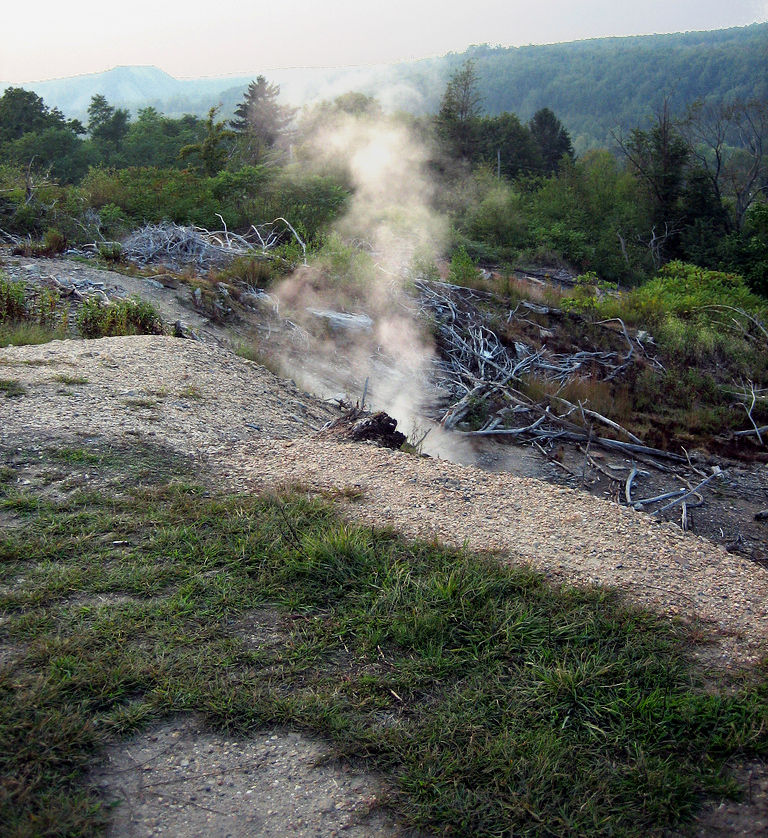
유독가스가 피어오르고 있다.

센트레일리아(Centralia)는 미국 컬럼비아군에 위치한 작은 마을이다.

## 인구
| 인구조사    | 인구  | Note | %±     |
| ----------- | ----- | ---- | ------ |
| 1870년      | 1,342 |      | —      |
| 1880년      | 1,886 |      | 40.5%  |
| 1890년      | 2,761 |      | 46.4%  |
| 1900년      | 2,048 |      | −25.8% |
| 1910년      | 2,429 |      | 18.6%  |
| 1920년      | 2,336 |      | −3.8%  |
| 1930년      | 2,446 |      | 4.7%   |
| 1940년      | 2,449 |      | 0.1%   |
| 1950년      | 1,986 |      | −18.9% |
| 1960년      | 1,435 |      | −27.7% |
| 1970년      | 1,165 |      | −18.8% |
| 1980년      | 1,017 |      | −12.7% |
| 1990년      | 63    |      | −93.8% |
| 2000년      | 21    |      | −66.7% |
| 2010년      | 10    |      | −52.4% |
| 2020 (추산) | 9     |      | −10.0% |
| 출처:       |       |      |        |

## 화재
1962년에 발생한 작은 화재가 마을 지하 깊숙이 묻힌 석탄 더미에 옮겨붙으며 현재까지 지하에서 석탄이 타오르고 있으며 연기가 계속 피어오르고 있는 중이다. 앞으로 250년은 더 있어야 화재가 진압된다고 한다. 현재 기술로는 진압이 불가능하여, 새로운 화재진압 방식을 사용해서 진압하지 않으면 석탄이 고갈되어 버린다. 수십 년간 지속된 화재 때문에 인구가 계속 줄고 있었다. 1981년에 1,000여 명이었던 인구가 2005년에는 12명으로 줄고, 2007년에는 9명이 되었고 2013년에는 0명으로 아무도 살지 않는 마을이 되었다. 그래서 사람들은 이 곳을 유령마을이라고 부르게 되었다.

## 같이 보기
- 비의도적 공원
- 나미에정
- 프리피야티